# یواس‌اس ناهاشو (وای‌تی‌ام-۵۳۵)
یواس‌اس ناهاشو (وای‌تی‌ام-۵۳۵) (به انگلیسی: USS Nahasho (YTM-535)) یک کشتی بود که طول آن ۱۰۰ فوت (۳۰ متر) بود. این کشتی در سال ۱۹۴۵ ساخته شد.